# Fédération suisse de natation
La Fédération suisse de natation (Swiss Swimming) est la fédération nationale de natation de la Suisse, affiliée à la Fédération internationale de natation (FINA) et à la Ligue européenne de natation (LEN). Son siège est à Ittigen, dans le canton de Berne.